# Perapion

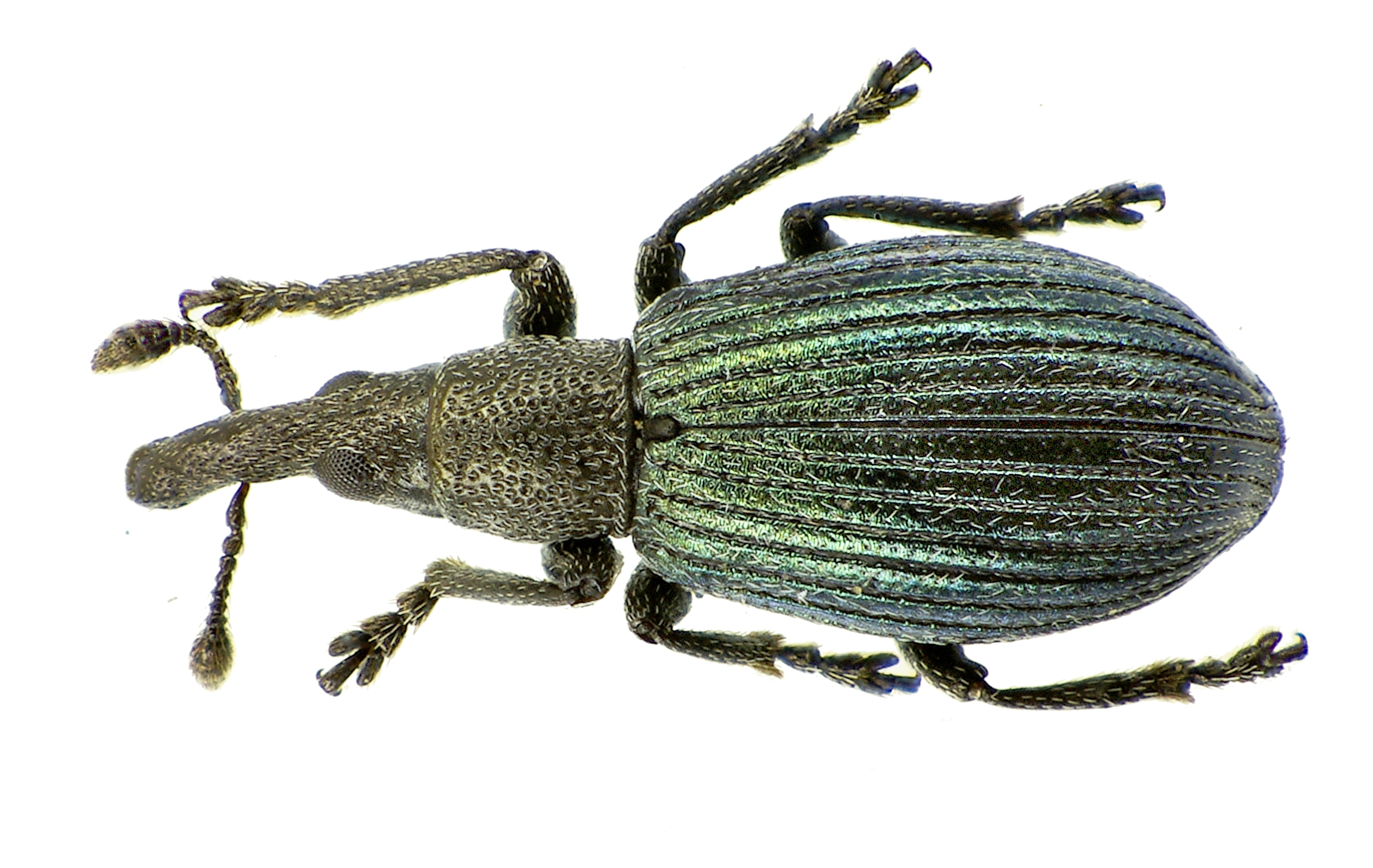
Perapion violaceum

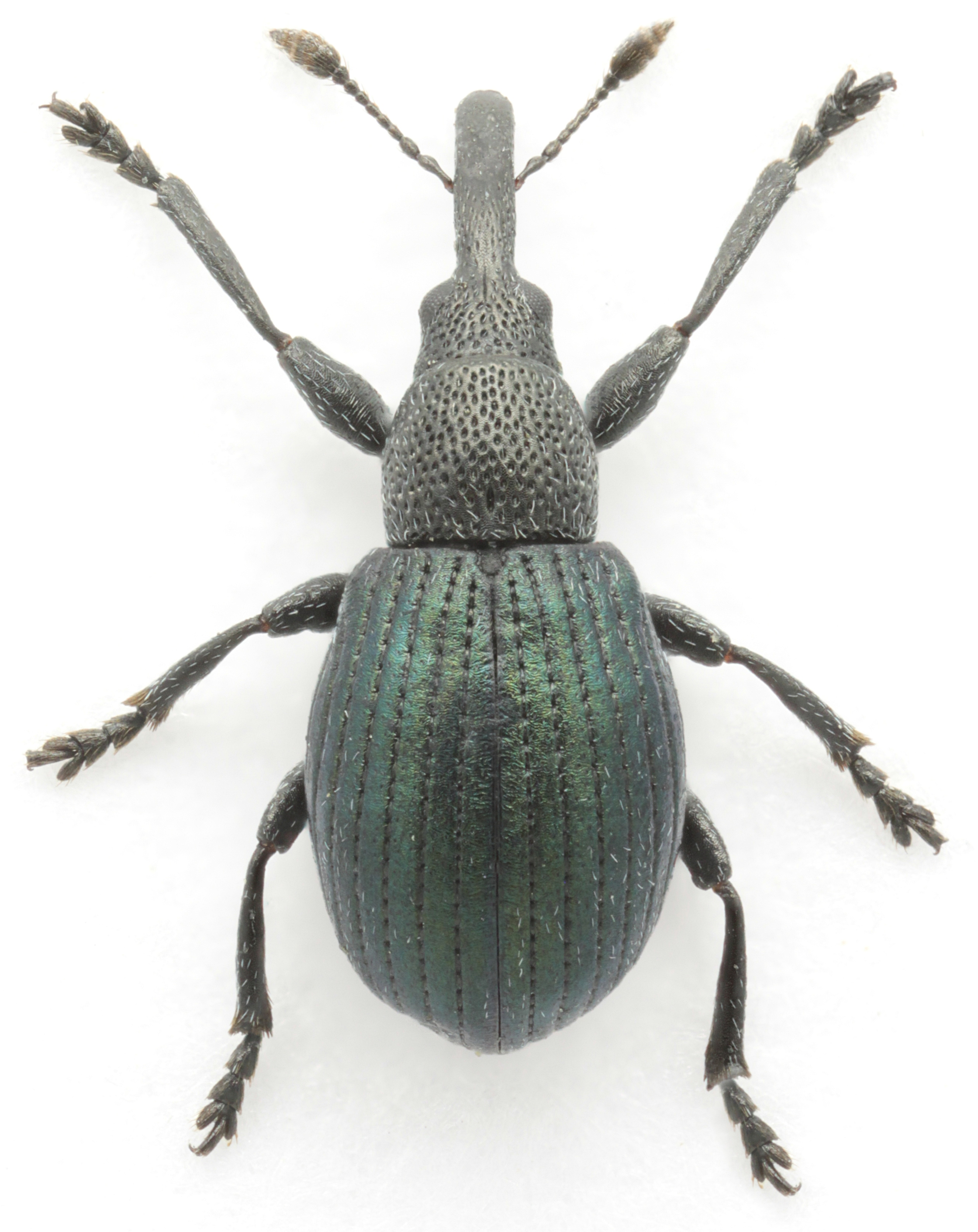
Perapion affine

Perapion – rodzaj chrząszczy z rodziny pędrusiowatych i plemienia Aplemonini. Obejmuje 32 opisane gatunki.

## Morfologia
Chrząszcze o ciele długości od 1,6 do 3,5 mm. Ubarwienie mają czarne, często z metalicznym połyskiem na pokrywach, rzadko z takim połyskiem na całym ciele, a w podrodzaju Hemiperapion z brązowym, rudym lub czerwonym wzorem.
Głowę cechują: płaskie do lekko sklepionego czoło z gęstym punktowaniem, niekiedy przechodzącym w rowki, okrągłe i co najwyżej nieznacznie wypukłe oczy, niskie i niedochodzące do połowy oczu kile podoczne oraz osadzone między 0,3 a 0,5 długości ryjka czułki o owalnych buławkach od 2 do 2,2 raza dłuższych niż szerokich. Ryjek jest prosty, w szczytowej części mocniej lśniący i zwężony, na spodzie opatrzony rowkami. Długość ryjka u samca wynosi od 0,15 do 1,15 długości przedplecza, a u samicy od 0,77 do 1,45 długości przedplecza.
Prawie walcowate do lekko stożkowatego przedplecze ma proste lub zaokrąglone boki, prostą krawędź tylną i głęboko punktowaną powierzchnię z krótkim dołkiem przedtarczkowym lancetowatego do bruzdowatego kształtu. Pokrywy są podługowato-owalne, owalne lub gruszkowate, o wykształconych barkach i zazwyczaj mocno zagłębionych rzędach. Wyrostek zapiersia jest krótki, trójkątny, guzkowaty i silnie obrzeżony.  Odnóża mają niezmodyfikowane pazurki. Z wyjątkiem samców podrodzaju Rhaphidoplectron golenie są nieuzbrojone.
Odwłok ma pierwszy z widocznych sternitów 1,4 lub 1,8 raza dłuższy niż drugi, a piąty na tylnej krawędzi zaokrąglony u samicy i ścięty u samca. Genitalia samca mają tegmen z oddzielonymi pośrodkowym wcięciem płatami parameroidalnymi o kilku makroszczecinkach w części nasadowej i błoniastych, porośniętych mikroszczecinkami krawędziach. Głęboko wcięte prostegium ma parę ząbków wewnętrzno-bocznych. Spłaszczony i co najwyżej lekko zakrzywiony płat środkowy edeagusa (prącie) ma krótkie temony.

## Ekologia i występowanie
Owady te są fitofagami rdestowatych. Do ich roślin żywicielskich należą emeksy, kandymy, rdesty, szczawie oraz przedstawiciele rodzaju Atraphaxis.
Ryjkowce te występują w krainach: nearktycznej, palearktycznej, etiopskiej i orientalnej. Do fauny europejskiej należy 10 gatunków. W Polsce stwierdzono siedem z nich (zobacz: pędrusiowate Polski).

## Taksonomia
Takson ten wprowadzony został w 1907 roku przez Hansa Wagnera na łamach „Mitteilungen der Schweizerischen Entomologischen Gesellschaft” jako podrodzaj w obrębie rodzaju Apion. Wyznaczenia Apion curtirostre gatunkiem typowym omawianego taksonu dokonał w 1931 roku Alphonse Hustache. Do rangi osobnego rodzaju jako pierwszy wyniósł go David G. Kissinger w 1968 roku. Zakres włączanych doń gatunków zmieniał się znacząco w ciągu XX wieku. Jego zawężenia i wprowadzenia podziału na podrodzaje dokonał w 1990 roku Miguel A. Alonso-Zarazaga.
Do rodzaju zalicza się 32 opisane gatunki, zgrupowanych w czterech podrodzajach:
- Perapion (Eroosapion) Ehret, 1994
  - Perapion lemoroi (Brisout de Barneville, 1880)
- Perapion (Hemiperapion) Wagner, 1930
  - Perapion altnemelicum (Bajtenov, 1973)
  - Perapion centrasiaticum (Bajtenov, 1981)
  - Perapion chioneum (Iablokoff-Khnzorian, 1957)
  - Perapion ehreti Legalov, 2000
  - Perapion emeljanovi Korotyaev, 1984
  - Perapion horvathi (Schilsky, 1901)
  - Perapion jacobsoni (Wagner, 1910)
  - Perapion terminassianae Legalov, 2000
- Perapion (Perapion) Wagner, 1907
  - Perapion affine (W. Kirby, 1808)
  - Perapion albanicum (Formánek, 1925)
  - Perapion arenarium (Bajtenov, 1978)
  - Perapion barclayi Alonso-Zarazaga, 2011
  - Perapion connexum (Schilsky, 1902)
  - Perapion curtirostre (Germar, 1817)
  - Perapion dealbatum (Bajtenov, 1980)
  - Perapion eretzisrael Friedman et Freidberg, 2007
  - Perapion fallax (Wollaston, 1864)
  - Perapion hartmannianum (Wagner, 1910)
  - Perapion hydrolapathi (Marsham, 1802)
  - Perapion ilvense (Wagner, 1905)
  - Perapion jelineki (Bajtenov et Fremuth, 1981)
  - Perapion kuraense (Bajtenov, 1982)
  - Perapion marchicum (Herbst, 1797)
  - Perapion marseuli (Wencker, 1864)
  - Perapion myochroum (Schilsky, 1902)
  - Perapion oblongum (Gyllenhal, 1839)
  - Perapion violaceum (W. Kirby, 1808)
  - Perapion vulpecula (Schubert, 1940)
- Perapion (Rhaphidoplectron) Alonso-Zarazaga, 1990
  - Perapion defensum (Faust, 1887)
  - Perapion himalayense Bhateja et Pajni, 1989
- incertae sedis
  - Perapion antiquum (Gyllenhal, 1833)